# Kohyponym
En kohyponym är ett begrepp som är sidoställt med andra begrepp som alla är underställda ett annat gemensamt begrepp. En kohyponym delar alltså hyperonym, ett överställt begrepp, med ett eller flera andra ord. Dess antonym är kohyperonym.
Exempel:
- Snö är en kohyponym till regn, då nederbörd är en hyperonym till både snö och regn.
- Barn och kvinnor är kohyponymer eftersom människa är en gemensam hyperonym.